# Martin Marietta X-24B
O Martin Marietta X-24B foi uma aeronave experimental estadunidense desenvolvida a partir  da união USAF-NASA no programa denominado de PILOT (1963-1975). Ele foi projetado e construído para testar o conceito de corpo sustentante, experimentando o conceito de reentrada e aterrissagem sem motor, mais tarde usado pelo ônibus espacial.

## Histórico operacional
O X-24B fez duas aterrissagens precisas na principal pista de concreto em Edwards, que mostrou que os pousos precisos não motorizados com veículos de reentrada eram operacionalmente viáveis. Os pilotos destas missões voaria descidas bruscas e, em seguida, executar uma manobra para fora em alta velocidade para fazer uma aterrissagem em uma velocidade de 200 mph, simulando o padrão de velocidade de pouso e abordagem do futuro veículo orbital, o ônibus espacial. Estas missões representaram o marco final de um programa que ajudou a desenvolver o plano de voo para o programa de ônibus espaciais da NASA.

## Pilotos do X-24B
- John A. Manke - 16 voos
- Michael V. Love - 12 voos
- William H. Dana - 2 voos
- Einar K. Enevoldson - 2 voos
- Thomas C. McMurtry - 2 voos
- Francis Scobee - 2 voos